# Germaine (Marne)
Germaine ist eine französische Gemeinde mit 529 Einwohnern (Stand: 1. Januar 2022) im Département Marne in der Region Grand Est. Sie gehört zum Arrondissement Épernay und zum Kanton Épernay-1. Die Einwohner werden Germinois genannt.

## Geographie
Germaine liegt etwa neun Kilometer nordöstlich von Épernay. Umgeben wird Germaine von den Nachbargemeinden Villers-Allerand und Rilly-la-Montagne im Norden, Ville-en-Selve im Osten, Fontaine-sur-Ay im Südosten, Avenay-Val-d’Or im Süden, Mutigny im Südwesten, Saint-Imoges im Westen sowie Sermiers im Nordwesten.

## Bevölkerungsentwicklung
| Jahr                       | 1962 | 1968 | 1975 | 1982 | 1990 | 1999 | 2006 | 2012 | 2018 | 2021 |
| Einwohner                  | 340  | 334  | 302  | 305  | 407  | 500  | 536  | 509  | 520  | 531  |
| Quellen: Cassini und INSEE |      |      |      |      |      |      |      |      |      |      |

## Sehenswürdigkeiten
- Kirche Sainte-Croix aus dem 12. Jahrhundert

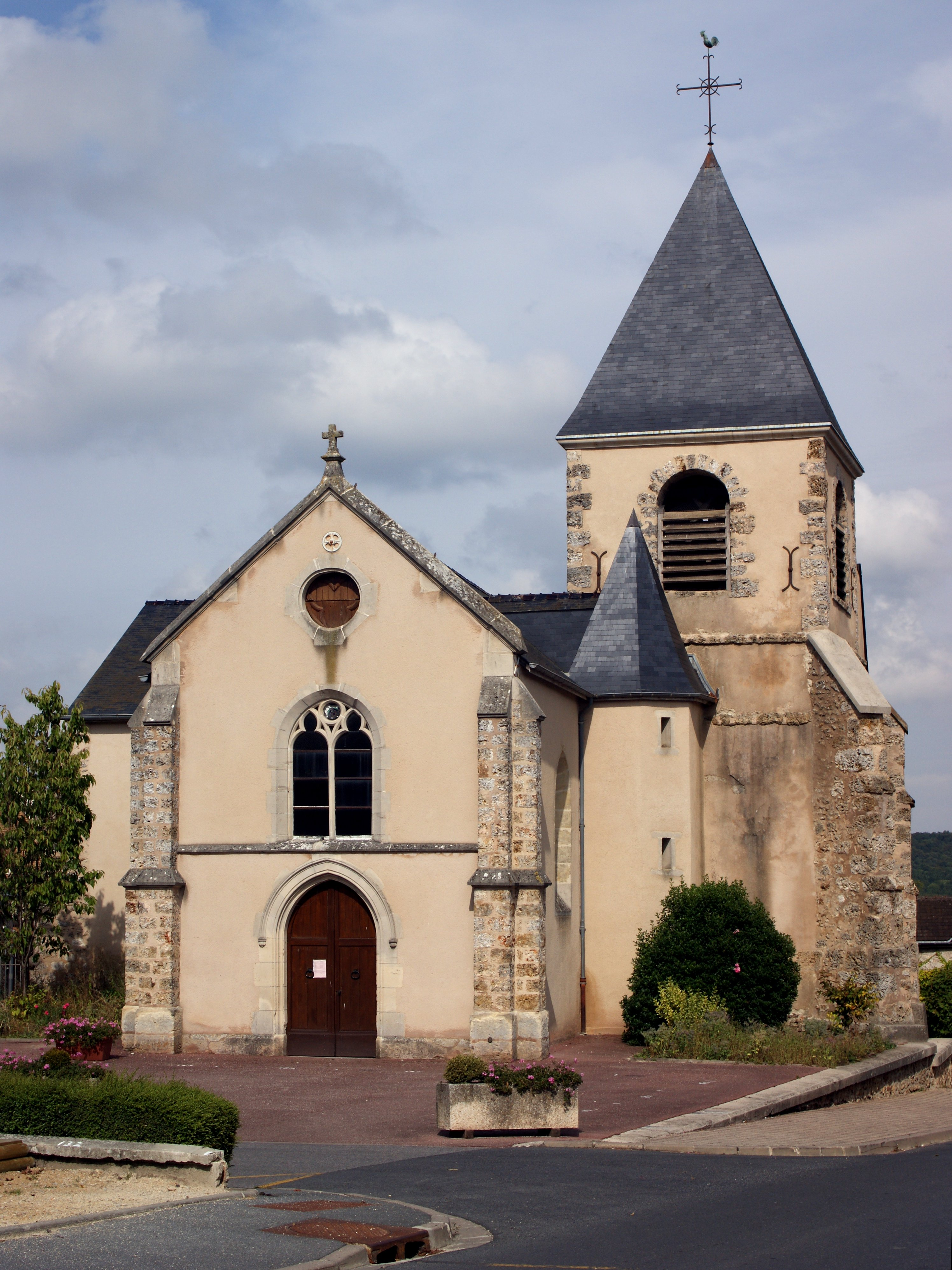
Kirche Sainte-Croix

- zwei Waschhäuser
- Haus Le Bûcheron, heute Museum